# Clémence
Pour les articles homonymes, voir Clémence (homonymie).

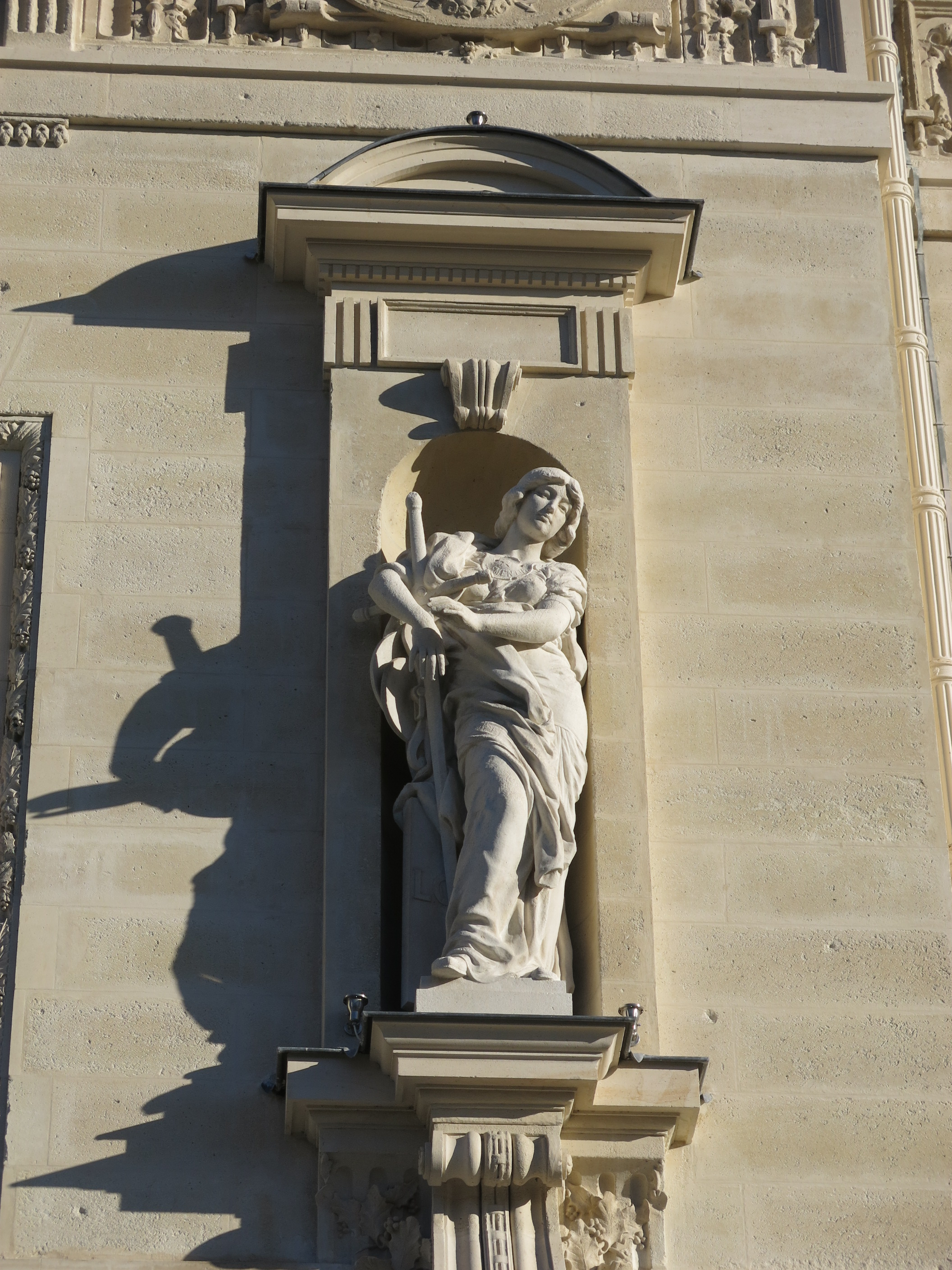
Statue de la Clémence sur la façade sud du Palais de justice de Paris (1914)

La clémence est un terme utilisé pour décrire la  paix, la compassion ou la miséricorde montrée par une personne vis-à-vis d'une autre, ou une requête d'une personne à l'autre pour exercer les sanctions d'une manière moins rigoureuse que la simple application des règlements.

## Point de vue juridique
Lorsque cette clémence est exercée directement par le pouvoir régalien dans le cadre de la Justice elle est aussi nommée grâce. Par exemple en France il est de tradition lors du jour national annuel (le 14 juillet) d'accorder des réductions de peines et lorsque la peine de mort était en vigueur de la commuer en une longue peine de prison.

## Laclementiadans la Rome antique

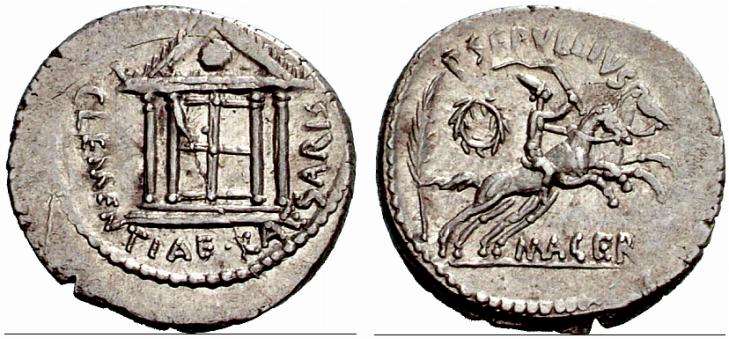
Denier de P. Sepullius Macer représentant un temple tétrastyle avec la légende.

La clémence est un concept essentiel de l'idéologie juridique et politique romaine, spécialement à l'époque impériale.
La clémence de César est revendiquée et reconnue. Le Sénat émit le projet d'établir un temple à la Clementia Caesaris ; ce projet n'a peut-être pas été suivi d'effet, mais on trouve une allusion à ce temple sur un denier de P. Sepullius Macer.

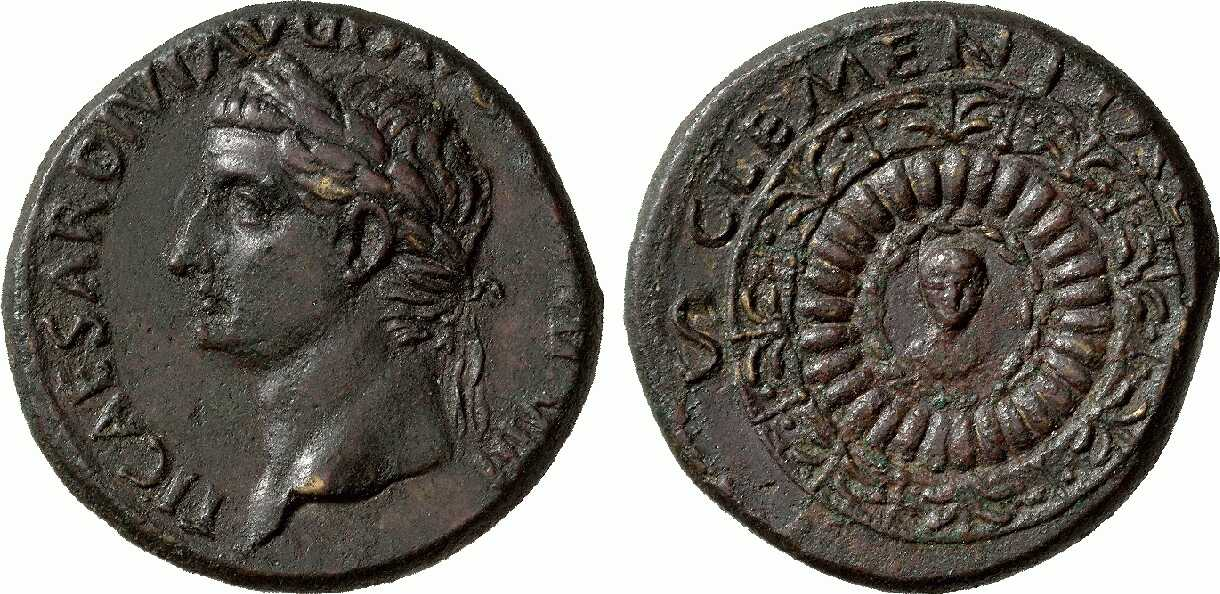
Dupondius de Tibère avec la légende au revers.

La clémence (clementia) est, avec le courage (virtus), la justice (justitia) et le sens du devoir (pietas), l'une des quatre vertus impériales que le Sénat reconnaît à Auguste en janvier 27 av. J.-C. ; le nom de ces quatre vertus est inscrit sur le bouclier d'or (clupeus aureus) déposé en son honneur dans la curia Julia.
Cette vertu a fait l'objet d'un dialogue de Sénèque (en 56) : De clementia.

#### Antiquité romaine
- (it) Edmondo Villa, La clemenza politica di Roma, Bielle, 1946.
- (de) Traute Adam, Clementia principis. Der Einfluss hellenistischer Fürstenspiegel auf dem Versuch einer rechtlichen Fundierung des Prinzipats durch Seneca (coll. « Kieler Historische Studien », 11), Stuttgart, E. Klette, 1970, 148 p.
- Pierre Grimal, « Du De republica au De clementia. Réflexions sur l'évolution de l'idée monarchique à Rome », Mélanges d'archéologie et d'histoire de l'École française de Rome, 91, 1979, p. 671-691.
- Bernard Mortureux, « Les idéaux stoïciens et les premières responsabilités politiques : le De clementia », Aufstieg und Niedergang der römischen Welt: Geschichte und Kultur Roms im Spiegel der neueren Forschung, vol. 2, no 7, partie 1, p. 1639-1685.
- (en) Melissa Barden Dowling, Clemency and Cruelty in the Roman World, Ann Arbor, The University of Michigan Press, 2006.
- Guillaume Flamerie de Lachapelle, « Clementia. Recherches sur la notion de clémence à Rome, des origines à la fin des Julio-Claudiens », L'Information littéraire, 59-1, 2007, p. 33-36 (présentation des positions d'une thèse, université Bordeaux III, 2006 ; en ligne).
- Guillaume Flamerie de Lachapelle, Clementia. Recherches sur la notion de clémence à Rome, du début du Ier siècle a. C. à la mort d'Auguste (coll. « Scripta antiqua », 33), Bordeaux, Ausonius, 2011, 352 p. (édition d'une partie de la thèse).  (ISBN 978-2-35613-044-0)